# Мирненська селищна територіальна громада (Донецька область)
Мирненська селищна територіальна громада — територіальна громада в Україні, на території Волноваського району Донецької області. Адміністративний центр — селище Мирне.
Утворена 17 липня 2020 року.

## Населені пункти
До складу громади входять 6 селищ (Мирне, Андріївка, Бахчовик, Дружне, Маловодне, Обільне) та 9 сіл: Гранітне, Запорізьке, Кам'янка, Новогригорівка, Новоселівка, Новоселівка Друга, Старогнатівка, Старомар'ївка, Степанівка. 
Офіційний сайт: https://myrnenska-selyschna-vca.gov.ua/ [Архівовано 21 грудня 2021 у Wayback Machine.]
Офіційна сторінка у Facebook: https://www.facebook.com/myrnenskaVCA.official/?ref=pages_you_manage